# إدوارد إس. إستي
إدوارد إس. إستي هو سياسي أمريكي، ولد في 17 يوليو 1824، وتوفي في 2 أكتوبر 1890. نشط حزبياً في الحزب الجمهوري. وقد انتخب عضو جمعية ولاية نيويورك ‏ وانتخب عضو مجلس ولاية نيويورك ‏.